# Annika Berntsson
Annika Berntsson, född 10 september 1976, är en svensk tyngdlyftare och friidrottare (stavhopp). I tyngdlyftning tävlade hon för Göteborgsklubben Mosseberg AK, och i friidrott för Ullevi FK. Hon är äldre syster till Lena Berntsson.
I tyngdlyftning har Berntsson slagit svenskt rekord över 60 gånger. Hon blev som bäst sjua i EM på fyra EM-starter, och tävlade i fyra VM. Hon har även flera NM- och SM-guld. Hon har även SM-medaljer i stavhopp.
Som junior spelade Berntsson även fotboll, och tog silver i Gothia cup med Gais.